# St. Mary’s Island (England)
St. Mary’s Island ist eine kleine, felsige Gezeiteninsel von England an der Küste von Tyne and Wear.
Die Insel wird vom St. Mary’s Lighthouse beherrscht und ist über einen niedrigen Damm, der bei Flut überspült wird, vom Curry’s Point auf dem Festland erreichbar. Vor der Errichtung des Damms erfolgte der Zugang zur Insel über Trittsteine. 